# Eleccions presidencials del Senegal de 1978
El 26 de febrer de 1978 es van celebrar tant eleccions presidencials com legislatives al Senegal per a elegir un President i una Assemblea Nacional. Després d'una esmena constitucional en 1976, les eleccions es van obrir a més d'un partit per primera vegada des de 1963. El President Léopold Sédar Senghor, del Partit Socialista (abans Unió Progressista Senegalesa), va ser impugnat per Abdoulaye Wade, del Partit Democràtic Senegalès, però va guanyar amb el 82% dels vots. Els membres de l'Assemblea Nacional van ser triats per representació proporcional en llista tancada. En les eleccions a l'Assemblea Nacional, el Partit Socialista va guanyar 82 dels 100 escons. La participació dels votants va ser del 63,5% en les eleccions presidencials i del 62,6% en les eleccions parlamentàries (Nohlen, Krennerich & Thibaut 1999).